# (500635) 2012 UG173
(500635) 2012 UG173 es un asteroide perteneciente al cinturón de asteroides, región del sistema solar que se encuentra entre las órbitas de Marte y Júpiter, descubierto el 14 de octubre de 2001 por el equipo del Lincoln Near-Earth Asteroid Research desde el Laboratorio Lincoln, Socorro, Nuevo México, Estados Unidos.

## Designación y nombre
Designado provisionalmente como 2012 UG173. 

## Características orbitales
2012 UG173 está situado a una distancia media del Sol de 3,067 ua, pudiendo alejarse hasta 3,399 ua y acercarse hasta 2,734 ua. Su excentricidad es 0,108 y la inclinación orbital 8,658 grados. Emplea 1961,87 días en completar una órbita alrededor del Sol.

## Características físicas
La magnitud absoluta de 2012 UG173 es 16,2. 